# Liste der Monuments historiques in Ugny
Die Liste der Monuments historiques in Ugny führt die Monuments historiques in der französischen Gemeinde Ugny auf.

## Liste der Objekte
| Bezeichnung                      | Beschreibung                                                                | Standort                        | Kennzeichnung | Schutzstatus | Datum | Bild |
| -------------------------------- | --------------------------------------------------------------------------- | ------------------------------- | ------------- | ------------ | ----- | ---- |
| Linker Seitenaltar               | Altartisch und Retabel; Holz, farbig gefasst und vergoldet, 18. Jahrhundert | in der Kirche St-Georges (Lage) | PM54001926    | Inscrit      | 1991  |      |
| Rechter Seitenaltar              | Altartisch und Retabel; Holz, farbig gefasst und vergoldet, 18. Jahrhundert | in der Kirche St-Georges (Lage) | PM54001927    | Inscrit      | 1991  |      |
| Reliquienskulptur Heiliger Georg | Holz, farbig gefasst, um 1700; 1980 gestohlen                               | in der Kirche St-Georges (Lage) | PM54000899    | Classé       | 1961  |      |
| Skulptur Heiliger Rochus         | Holz, farbig gefasst und vergoldet, 18. Jahrhundert                         | in der Kirche St-Georges (Lage) | PM54001930    | Inscrit      | 1995  |      |
| Skulptur Heiliger Sebastian      | Holz, farbig gefasst, Anfang des 16. Jahrhunderts; 1980 gestohlen           | in der Kirche St-Georges (Lage) | PM54000900    | Classé       | 1964  |      |
| Prozessionskreuz                 | Holz, farbig gefasst, 18. Jahrhundert                                       | in der Kirche St-Georges (Lage) | PM54001925    | Inscrit      | 1990  |      |
| Skulptur Heiliger Eligius        | Holz, farbig gefasst und vergoldet, 18. Jahrhundert                         | in der Kirche St-Georges (Lage) | PM54001928    | Inscrit      | 1995  |      |
| Skulptur Heiliger Nikolaus       | Holz, farbig gefasst und vergoldet, 18. Jahrhundert                         | in der Kirche St-Georges (Lage) | PM54001929    | Inscrit      | 1995  |      |